# Superman II: The Richard Donner Cut
Superman II: The Richard Donner Cut (en español  Superman II: La versión de Richard Donner ), o también conocida como «Donner's Cut» es una versión del director de la película estadounidense de superhéroes del mismo nombre de 1980. Es una secuela directa de Superman: la película dirigida por Richard Donner, basada en el superhéroe homónimo de DC Comics, y protagonizada por Gene Hackman, Christopher Reeve, y Marlon Brando. Este montaje alternativo fue editado por Michael Thau y supervisado y completado por el propio Donner. Contiene una cantidad significativa de material descartado, tomas alternativas y elementos de la historia que no aparecen en la versión cinematográfica.
En 1979, después de diecinueve meses de tenso rodaje de Superman y una parte importante de Superman II, Alexander Salkind, que había comprado los derechos cinematográficos del personaje, expulsó a Donner de la producción de la secuela y lo reemplazó por el director Richard Lester. Lester completó el resto de la película para su estreno en cines, pero también reescribió y volvió a filmar una parte sustancial del metraje de Donner para recibir el crédito completo como director. Si bien la secuela fue un éxito crítico y financiero tras su estreno, el interés en la versión de Donner de Superman II se hizo muy conocido después de que una comunidad de fanáticos en línea comenzara a solicitar a Warner Bros. Pictures que lanzara la visión de Donner. Después del fallecimiento de Marlon Brando en 2004, su familia permitió que Warner Bros. presentara imágenes de archivo del fallecido actor en la película de 2006 Superman Returns, otorgando así al estudio permiso para restaurar la versión de Donner de Superman II.
Como Donner nunca completó Superman II en su forma original, ciertas escenas clave filmadas por Lester, junto con tomas de efectos visuales recién creadas y una prueba de pantalla temprana de una escena fundamental con Reeve y Margot Kidder, tuvieron que agregarse a la película para crear una obra completa. La película también presenta una introducción y un final alternativos desarrollados de manera temprana que fueron concebidos antes del estreno en cines de Superman, en el que el final original de la secuela fue reelaborado como el final de la primera película. Donner declaró que, si hubiera terminado la película en 1980, habría filmado un final diferente. Superman II: The Richard Donner Cut fue estrenada en formato DVD, Blu-ray, y HD DVD el 28 de noviembre de 2006.

## Argumento
La película inicia mostrando varios apartes de la anterior; el juicio a los criminales kryptonianos; el general Zod y sus secuaces Ursa y Non y su encierro en la Zona Fantasma, la advertencia de Jor-El de la destrucción del planeta y como este y su esposa Lara toman a Kal-El en una nave hacía la Tierra poco antes de que Krypton explotase, el bebé Kal El viajando a través del espacio cruzándose con la Zona fantasma que contenía a los tres criminales, la llegada de Kal-El a la tierra adoptado por los Kent. Años después Superman siendo salvado por Eve Tessmacher para frustrar los planes del maligno Lex Luthor pero al desviar el primer misil que iba a impactar en Hackensack, Nueva Jersey, dicho misil viaja por el espacio impactando en el momento en que se acerca la Zona Fantasma destruyéndola y liberando a Zod, Ursa y Non.
Pocos días después en el Daily Planet viendo la noticia de Superman al arruinar los planes de Luthor, Lois Lane comienza a sospechar que Clark Kent es Superman luego de que Jimmy dijese que Clark jamás estaba cuando estaba Superman. Lois se acerca a Clark y lo confronta con indirectas y tal discusión hace que Perry White los envíe a las Cataratas del Niágara para reportar varias estafas de varios hoteles ubicados en la zona a parejas de recién casados quienes acostumbraban acudir al lugar durante sus lunas de miel. Lois prueba a Clark lanzándose de una ventana para demostrar que es Superman pero este usa sus poderes con disimulo para salvar a Lois quien cae en el puesto de frutas ubicado habitualmente al frente del periódico. Lois al caer en el puesto y al ver a Clark en los pisos superiores se siente frustrada.
Por otra parte, en la prisión estatal, Luthor, condenado a cadena perpetua más 25 años, y su secuaz Otis conversan estando en la lavandería del penal aquel decidiendo vengarse de Superman y comenta descubrir la clave creando un super radar tras saber que siempre iba al Polo Norte creyendo encontrar allí su posible debilidad además de notar que uno de los reos se orina en su propia ropa.
En la NASA por su parte se supervisa la actividad de varios astronautas en la luna, incluido uno ruso; todos ellos observan la llegada de los tres criminales kryptonianos a la luna, Ursa asesina a uno provocando la despresurización de su traje al arrancar el emblema de su traje, Zod de la misma manera asesina al soviético con quitarle la manguera de oxígeno y Non destruye el vehículo lunar del estadounidense quien había alertado a la NASA de la llegada de los seres. Mientras la NASA se extrañan de los hechos, los tres kryptonianos descubren tener sus poderes debido a su densidad molecular por el sol amarillo del sistema solar y creen que el planeta Tierra se llama Houston por lo que deciden ir a gobernar el planeta.
En la cárcel Luthor y Otis se disponen a fugarse en un globo aerostático manejado por Eve Teschmacher, Luthor sube primero pero Otis al subir casi provoca el hundimiento del globo por lo que Luthor decide abandonarlo en el penal, posteriormente el villano y su novia acuden al Polo Norte hasta llegar a la Fortaleza de la Soledad donde descubren los cristales kryptonianos de Jor-El entre ellos uno que advertía de los tres maleantes kryptonianos y Luthor al saber que esto decide buscarlos y convertirse en su aliado en la Tierra.
Mientras tanto Clark y Lois llegan a un hotel en las Cataratas del Niágara posando como una pareja de recién casados, al momento de tomar fotos debido a que no estaba Olsen con ellos y cuando Clark trata de limpiar sus anteojos ayudado por Lois ésta observa a Clark sin ellos aumentando su sospecha de que Clark sea el mismo Superman, Clark disimula evitando que un niño travieso caiga a las cataratas y luego acude a comprar Hot Dogs para él y Lois pero el niño que jugaba al borde del mirador de las cataratas cae y Clark rápidamente se transforma en Superman salvando al niño pero sin siquiera acercarse a Lois. Mientras los villanos kryptonianos llegan a la Tierra descubriendo sus poderes y confusos ante la fisionomía del planeta y luego tienen una confrontación con un sheriff de policía y su oficial quienes al principio creen que los tres por sus ropas provienen de Los Ángeles y luego Zod al tomar telequineticamente el arma del oficial se dispara mostrando su inmunidad a las balas. En la habitación; Lois confronta a Clark luego que este le mostrase su interés, Lois toma un revólver y desafiando a Clark le dispara pero este se pone en posición de recibirla gracias a su inmunidad, descubriendo así Lois que Clark es Superman y que el revólver en verdad tenía balas de salva.
Clark y Lois llegan a la Fortaleza de la Soledad y allí ambos cenan y pasan la noche juntos. Mientras tanto, Zod, Ursa y Non causan una guerra East Houston y luego de confirmar que el planeta se llama Tierra atacan la Casa Blanca, quitándole al Presidente su autoridad y tomándola. Al día siguiente, Clark le pide a su padre Jor-El que le haga un mortal para así poder vivir con Lois en paz. Jor-El le concede su deseo y lo hace mortal enviándolo a una cámara expuesta a los rayos del Sol Rojo de Krypton. Luego de tener una pelea con un camionero llamado Rocky en un puesto de comida, Clark queda gravemente herido tras su vulnerabilidad humana, un momento después, Zod transmite un mensaje a todo el mundo revelándose como el líder supremo. Clark al ver esto, decide volver a la Fortaleza de la Soledad para recobrar sus poderes.
Mientras tanto, Lex Luthor llega a la Oficina Oval y convence a Zod de que él puede encontrar al hijo de Jor-El en la tierra a cambio de gobernar junto a Zod, dato que la da a cambio que le permita gobernar Australia. Clark logra entrar en la Fortaleza de la Soledad y comunicarse una última vez con Jor-El. Jor-El, con el poco poder que le queda logra regresarle sus poderes a Clark aunque como consecuencia, la Fortaleza quedará inservible para siempre y nunca más podrá comunicarse con él, cumpliéndose la profecía «El hijo se convertirá en el padre y el padre en el hijo». 
Zod, junto con sus secuaces, llega al Daily Planet y secuestra a Lois para atraer a Superman. Superman llega y se produce una pelea en Metrópolis. Después de salvar un autobús lleno de civiles, Superman se da cuenta de que no puede ganar y vuela a su Fortaleza, con Zod, Ursa y Non persiguiéndolos, trayendo a Lois y Lex con ellos. En la Fortaleza, Luthor le muestra la cámara que despojó a Superman de sus poderes a Zod, quien obliga a Superman a someterse nuevamente al proceso de transformación. Superman, fingiendo su derrota, revela al aplastar la mano de Zod que ha alterado el proceso para exponer a todos los que están fuera de la cámara, eliminando los poderes de los criminales kryptonianos, mientras se protege a sí mismo. Zod, Ursa y Non son derrotados rápidamente. Después de destruir la Fortaleza de la Soledad con su visión de calor, Superman devuelve a Lois a su apartamento, donde ella le desea un adiós entre lágrimas, sabiendo que nunca podrá estar con él. Para deshacer todo, Superman acelera alrededor de la Tierra, viajando en el tiempo para restaurar los últimos días, reconstruir la Fortaleza de la Soledad y colocar a Zod, Ursa y Non nuevamente en la Zona Fantasma. Clark regresa al trabajo al día siguiente mientras Lois y Perry experimentan un leve caso extraño. Clark vuelve a visitar el restaurante con el desagradable camionero para darle una lección de humildad.

## Elenco
- Christopher Reeve como Clark Kent y como Superman: nacido en el planeta Kriptón y criado en la Tierra, Superman es un ser de inmensa fuerza, velocidad y poder. De moral íntegra y con un fuerte sentido del deber, Superman utiliza incansablemente sus formidables poderes, que obtiene del Sol amarillo de la Tierra, para proteger a la gente de su mundo adoptivo. Su alter ego es el apacible reportero del diario Daily Planet, Clark Kent. La versión del director es dedicada en su memoria [3]

- Gene Hackman como Lex Luthor, genio criminal y archienemigo de Superman. Armado con vastos recursos y brillantez científica, el desprecio de Luthor por la humanidad solo es superado por su odio contra Superman. En su esfuerzo por destruir a Superman, Luthor llega a un acuerdo con los tres criminales kriptonianos.[3]

- Marlon Brando como Jor-El: Padre biológico de Superman y su mentor a través de inteligencia artificial dentro de la Fortaleza de la Soledad. Le ruega a su hijo Kal-El no perder sus poderes por tener una relación con Lois, pero cuando Kal-El se arrepiente decide sacrificar su energía viviente para que su hijo recupere sus poderes y enfrente a Zod y sus secuaces.

- Margot Kidder como Lois Lane: La reportera estrella del Daily Planet y el interés amoroso de Superman. Lois es una periodista de carrera motivada, que no permite que nada se interponga en su camino para revelar la próxima gran historia y adelantar a los periodistas rivales mientras ignora las posibles consecuencias que a veces la ponen en peligro. Descubre que Clark es Superman, pero Superman retrocede el planeta para revertir lo sucedido en esos días.

- Ned Beatty como Otis, el incompetente y torpe secuaz de Luthor.

- Terence Stamp como el general Zod: El despiadado, arrogante y megalómano líder de tres criminales kriptonianos desterrados a la Zona Fantasma y liberados sin saberlo por Superman. Zod, al aterrizar en la Tierra y obtener los mismos superpoderes que Superman, inmediatamente ve a los humanos como una subespecie débil e insignificante e impone su malvada voluntad de dominar el mundo. Sin embargo, su arrogancia hace que rápidamente se aburra de sus poderes y casi se desilusione por lo poco desafiantes que son los humanos. Sin embargo, su insaciable sed de poder es reemplazada por la venganza cuando se entera de que el hijo de Jor-El se interpone en el camino de su dominio absoluto del planeta.

- Sarah Douglas como Ursa: La segunda al mando y consorte de Zod. La voluntad malvada de Ursa y su ansia de poder son iguales y, a veces, superiores a las del general Zod. Su desprecio y total desprecio por los humanos, en particular por los hombres, la convierten en una adversaria muy letal. Tiene una inclinación a coleccionar insignias y heráldicas de las personas a las que derrota o domina, como el parche de la NASA del traje EVA de un astronauta que mata.

- Jack O'Halloran como Non: El tercero de los criminales kriptonianos, Non, es "tan carente de pensamiento como de voz". Con 1,98 m de altura, Non es un formidable mudo corpulento que iguala fácilmente la fuerza de Superman, pero tiene la inteligencia y, a veces, la curiosidad de un niño, y se comunica solo con gruñidos y rugidos guturales. Aunque carece de la capacidad mental para usar sus poderes de manera efectiva, posee sin embargo el mismo gusto por la destrucción que sus compañeros kriptonianos y su fuerza física es incluso mayor que la de Zod y Ursa.

- Jackie Cooper como Perry White: Editor jefe voluble del periódico "Daily Planet" y jefe de Lois y Clark.

- Valerie Perrine como Eve Teschmacher: La bella asistente y novia de Lex Luthor, que lo ayuda a escapar de la prisión.

- Marc McClure como Jimmy Olsen: Joven fotógrafo en el Daily Planet.

- E. G. Marshall como el presidente de los Estados Unidos.

| Actor             | Personaje             | Doblaje México        | Doblaje España |
| ----------------- | --------------------- | --------------------- | -------------- |
| Christopher Reeve | Clark Kent / Superman | José Gilberto Vilchis |                |
| Gene Hackman      | Lex Luthor            | Ricardo Méndez        |                |
| Marlon Brando     | Jor-El                | Gerardo Reyero        |                |
| Ned Beatty        | Otis                  | Herman López          |                |
| Jackie Cooper     | Perry White           | Pedro D'Aguillón Jr.  |                |
| Margot Kidder     | Lois Lane             | Cristina Hernández    |                |
| Valerie Perrine   | Eve Teschmacher       | Laura Ayala           |                |
| Marc McClure      | Jimmy Olsen           | Eduardo Garza         |                |
| Terence Stamp     | General Zod           | Gabriel Pingarrón     |                |
| Sarah Douglas     | Ursa                  | Dulcina Carballo      |                |
| Jack O'Halloran   | Non                   |                       |                |
| E. G. Marshall    | El Presidente         | Edson Matus           |                |

## Historia
En 1977, al director Richard Donner se le dio la tarea de filmar simultáneamente una adaptación épica en dos partes de la serie de cómics de Superman. La fotografía principal comenzó el 28 de marzo de 1977 en Pinewood Studios para las escenas de Krypton, pero en mayo de 1977, la producción se había retrasado dos semanas. Se informó que Donner había tenido tensiones con los Salkind y Pierre Spengler en relación con el aumento del presupuesto y el cronograma de producción. Donner respondió afirmando que nunca le habían dado un presupuesto. Sin embargo, Donner declaró a la revista Starlog en marzo de 1979, "Con los Salkind me llevé bien, pero con Pierre Spengler no. Le dije a la cara que la película era demasiado grande para él, pero no quiso asumir la responsabilidad. No tenía nada que ver con la película en sí, tenía que ver con la realización de la película, con el conocimiento para llevarla a cabo".
En julio de 1977, Richard Lester, quien tiempo atrás trabajó con los Salkind en las películas Los tres mosqueteros (1973) y su secuela (1974), fue contratado como coproductor temporal para mediar en la relación entre Donner y los Salkind, que ya no se hablaban. Durante la producción, Lester fue contratado para ser director de la segunda unidad, donde formó una asociación efectiva con Donner. En octubre de 1977, Gene Hackman, Ned Beatty y Valerie Perrine habían terminado sus escenas, ya que todos tenían contrato para terminar ambas películas. Sin embargo, cuando quedaban meses de rodaje, los Salkind detuvieron el rodaje de Superman II y se centraron en terminar la primera entrega, y para ese momento Donner ya había completado el 75% de la secuela.
Tras el estreno de Superman en diciembre de 1978, se asumió ampliamente que Donner sería llamado nuevamente para completar el resto de la secuela. Spengler Spengler se había encontrado con Army Archerd, columnista de la revista Variety, en una fiesta de Navidad y le había asegurado que, si bien había habido tensión, estaba orgulloso de la película y esperaba trabajar con él en la secuela. Archerd se puso en contacto con Donner y este le respondió: "Si él está en la película, yo no". Sin embargo, una serie de acontecimientos llevaron a que Donner fuera finalmente reemplazado como director de la película. Lo más importante fue que los productores Alexander e Ilya Salkind anunciaron que las escenas completadas de Marlon Brando para Superman II serían eliminadas de la película para evitar tener que pagarle al actor el 11,75% de comisión de la recaudación bruta en taquilla en Estados Unidos que ahora exigía por su actuación en la secuela. Donner criticó públicamente esta decisión, anunciando que haría la película a su manera o no haría nada en absoluto. En enero de 1979, Donner había dicho a Variety: "Eso significa que no hay juegos... Tienen que querer que lo haga. Tiene que ser en mis términos y no me refiero a lo financiero. Me refiero al control". Como Donner no estaba disponible durante la campaña de promoción europea de la primera película, los Salkind se pusieron en contacto con Guy Hamilton para que se hiciera cargo de la dirección de Superman II, ya que Lester estaba filmando Cuba (1979) en ese momento. Sin embargo, Hamilton no estaba disponible, pero cuando Superman II estuvo listo para retomar el rodaje, Lester había completado Cuba y estaba disponible para dirigir.
Finalmente, el 15 de marzo de 1979, los Salkind decidieron sustituir a Donner por Richard Lester. Donner recordó: "Un día recibí un telegrama de ellos diciendo que ya no necesitaban mis servicios y que mi querido amigo Richard Lester se haría cargo. Hasta el día de hoy, no he tenido noticias de ellos". Ilya Salkind respondió: "Dick Donner dijo: 'Haré la segunda película en mis términos y sin [Pierre] Spengler'... Spengler era mi amigo desde la infancia y mi padre y yo éramos personas muy leales. Dijimos que no y realmente todo se redujo a eso".

### La versión teatral de Superman II (1980)
Cuando Lester fue nombrado director, no simpatizó con el estilo cinematográfico de Donner: "Donner estaba enfatizando una especie de mito grandioso. Había una especie de intento al estilo de David Lean en varias secuencias, y una escala enorme. Había un tipo de cualidad épica que no está en mi naturaleza, así que mi trabajo realmente no lo abarcaba... Ese no soy yo. Esa es su visión. Soy más peculiar y juego con tonterías ligeramente más inesperadas". Como Geoffrey Unsworth había muerto antes del estreno de Superman, Lester contrató al director de fotografía Robert Paynter para que la película evocara la estridente combinación de colores de los cómics.
Tom Mankiewicz fue contactado por Terry Semel, entonces vicepresidente de Warner Bros., para que regresara para la secuela, pero él declinó por lealtad a Donner. Mankiewicz contó: "Tengo mucho respeto por [Lester]. La amistad es más importante que cualquier cosa. Y Dick [Donner] me trajo para la película y mi lealtad estaba con Dick y no podía creer que lo despidieran". David y Leslie Newman volvieron a trabajar en el guion y crearon un nuevo comienzo y un final. El nuevo comienzo incluía a Superman frustrando los planes de los terroristas nucleares en la Torre Eiffel. El nuevo final incluía a Clark haciendo que Lois olvidara su identidad secreta mediante un beso hipnótico.
Adicionalmente, Christopher Reeve no estaba disponible debido a que aceptó una oferta para protagonizar la película de fantasía romántica Somewhere in Time (1980), cinco meses después de que se detuviera la producción, su contrato para filmar las dos películas de Superman había expirado. Reeve afirmó que doce horas después de que se anunciara su participación, recibió una carta de los productores para que estuviera disponible para Superman II el 16 de julio, es decir, solo cinco días después de que terminara de filmar Somewhere in Time. En marzo de 1979, los Salkind presentaron una demanda contra Reeve alegando que había incumplido su contrato al abandonar la secuela. Además, Reeve había tenido reservas con el guion de Lester y los Newman tras la marcha de Donner. Durante la renegociación de su contrato, Reeve aceptó las condiciones económicas, pero exigió un mayor control artístico.
Las secuencias que quedaban por filmar incluían las escenas de los supervillanos en el Medio Oeste de Estados Unidos y la batalla en Metrópolis, todas filmadas por Lester. Gene Hackman, por lealtad a Donner, se negó a volver para las nuevas tomas, lo que hizo necesario un actor sustituto y un doble de voz para varias escenas. El rodaje de Superman II se re-inició en septiembre de 1979. Como se anunció previamente, las escenas de Brando fueron eliminadas y filmadas nuevamente en su totalidad con la actriz Susannah York. Durante el rodaje, Lester optó por conservar su técnica de dirección para la configuración de tres cámaras mientras filmaba escenas, lo que frustró a los actores, ya que no sabían desde dónde los estaban filmando para los primeros planos. Sin embargo, Reeve señaló que esto hizo que la producción avanzara a un ritmo más rápido. El rodaje finalizó el 10 de marzo de 1980.
El compositor John Williams voló a Inglaterra para componer la banda sonora de la película, en la que se proyectó junto a Ilya Salkind y Richard Lester. Cuando Salkind abandonó la sala de proyección, Williams y Lester comenzaron a discutir; cuando Salkind regresó, Williams le dijo que "no podía llevarse bien con ese hombre". Ken Thorne fue elegido para componer la banda sonora de la secuela. Antes del estreno de la película, Warner Bros. había pedido al Sindicato de Directores de Estados Unidos que le asignara el crédito correspondiente como codirector, argumentando que Lester no podía figurar en los créditos a menos que filmara el 40 por ciento de la película. Aunque Lester había pensado antes que no figuraría en los créditos, se puso en contacto con Donner para ver si quería figurar como codirector, a lo que Donner respondió: "No comparto el crédito".
El título se estrenó en Europa y Australia el 4 de diciembre de 1980 y el 19 de junio de 1981 en Estados Unidos. Esta versión de Superman II combinó imágenes de Donner filmadas en 1977 con imágenes de Lester filmadas en 1979. Aproximadamente el 30% de la película de Lester es de Richard Donner. En numerosas escenas, la película de Lester entrelaza imágenes filmadas con años de diferencia. Gran parte de este entrelazamiento fue necesario debido a la negativa del actor Gene Hackman, a volver a filmar más escenas de Lex Luthor con Lester. Por lo tanto, todas las imágenes de Hackman en la película son de Donner, aunque en ciertas escenas se utilizó un doble de cuerpo para tomas panorámicas refilmadas por Lester. En varios casos, Lester volvió a montar escenas filmadas por Donner, insertando ciertas tomas recién filmadas en material preexistente. Esto es más evidente durante una escena en la que los supervillanos irrumpen en el Daily Planet. La escena fue filmada en su totalidad por Donner en 1977. El set de la oficina de Perry White fue luego parcialmente reconstruido bajo la dirección de Lester en 1979, los actores fueron colocados exactamente en las mismas posiciones, vestuarios, etc., y se filmó e insertó material nuevo en la película final, a pesar de que los actores lucían físicamente diferentes.

### Versión teatral vs. Versión de Donner
| Versión de Richard Donner | Versión de Richard Lester |
| --- | --- |
| La película inicia con apartes de la anterior y la liberación de los criminales kryptonianos de la Zona Fantasma accidentalmente por el misil nuclear lanzado al espacio por Superman evitando la destrucción de Hackensack, Nueva Jersey. | Se retoma la captura y proceso de los criminales kryptonianos (sin la presencia de Jor-El, interpretado por Marlon Brando). Apartes de la película anterior son retomados en los créditos iniciales. Clark llega al Daily Planet para colaborarle a Lois en el reportaje de terroristas en la Torre Eiffel. Clark se transforma rápidamente en Superman para salvarla de los terroristas y saca la bomba de hidrógeno al espacio provocando que esta explote y la onda expansiva libere involuntariamente a los criminales kryptonianos.                                 |
| Lois sospecha que Clark es Superman al dibujar con un marcador la vestimenta de Clark sobre la foto de Superman. Perry los llama para investigar las estafas de los hoteles en las Cataratas del Niágara a parejas de luna de miel. Lois se lanza del edificio para probar que Clark es Superman pero este en una rápida pero disimulada maniobra la salva sin comprometer su identidad.                                                                                     | Clark llama a Lois provocando que un taxi quede dañado al cruzar la calle. Luego Clark trata de acercarse a Lois interesado en ella sin éxito. En un hotel en las Cataratas del Niágara, el botones les muestra la habitación decidiendo dormir por separado. Al salir a las cataratas Lois sospecha que Clark es Superman al quitarle sus anteojos para limpiarlos. Clark se transforma en Superman salvando a un niño que cae. Lois decide caer también decidida a probar que Clark es Superman pero este con disimulo logra rescatarla con sus poderes sin delatarse. |
| Lex Luthor (Gene Hackman) y Otis (Ned Beatty), en prisión hablan de Superman y el radar en la celda para localizarlo dando como resultado el Polo Norte. Otis intenta regar el chisme de otro prisionero que se orina en su propia ropa siendo descubierto por éste. | Lex Luthor y Otis, en prisión hablan de Superman y el radar en la celda para localizarlo dando como resultado el Polo Norte. |
| Luthor escapa de la cárcel con ayuda de la Srta. Tessmacher abandonando a Otis. Inmediatamente Luthor dice que Otis es lastre y le ordena a la Srta. Tessmacher ir al Polo Norte, aunque ella se decepciona queriendo ir a un clima cálido. | Luthor escapa de la cárcel con ayuda de la Srta. Tessmacher abandonando a Otis. Luthor, en cercanías al Polo Norte, dice a la Srta. Tessmacher que Otis es lastre y le ordena seguir rumbo al norte. |
| Lois descubre que Clark es Superman al dispararle con un revólver balas de salva y este se pone en posición de recibirlas. Clark acepta que es Superman. | Clark intenta pasarle un cepillo a frustrada Lois pero tropieza con una alfombra de oso cayendo sobre la chimenea pero al ver que Clark está ileso, Lois descubre que es Superman y este al aceptarlo, y que además la ama, decide llevarla a la Fortaleza de la Soledad. |
| Luthor y Tessmacher logran llegar a la Fortaleza de la Soledad donde encuentran los cristales kryptonianos, cuyos datos sobre el extinto planeta Krypton y otros son narrados por la inteligencia artificial de Jor-El. Entre esos cristales están los datos de los criminales kyptonianos y al saber de su presencia en la Tierra decide aliarse con ellos. Tessmacher va a lo que parece ser el baño en la Fortaleza.                                                      | Luthor y Tessmacher logran llegar a la Fortaleza de la Soledad donde encuentran los cristales kryptonianos, cuyos datos sobre el extinto planeta Krypton y otros son narrados por la inteligencia artificial de Lara-Lor-Van y otro anciano del extinto Consejo de Krypton (interpretado por John Hollis). Entre esos cristales están los datos de los criminales kyptonianos y al saber de su presencia en la Tierra decide aliarse con ellos. |
| Tras cenar, Lois y Superman pasan la noche y al día siguiente, pese a los ruegos de Jor-El, Kal-El entra a una cámara cristalina que posee los rayos de Rao y así renuncia a sus poderes. La consola con los cristales es destruida. | Tras las advertencias de su madre Lara, Kal-El ve salir una cámara que le suprime sus poderes y al renunciar a ellos va y pasa la noche con Lois. Los cristales y la consola son destruidos. |
| Los 3 villanos van volando hacia la Casa Blanca destruyendo el Monumento a Washington. | Los 3 villanos van volando hacia la Casa Blanca modificando el Monte Rushmore poniendo sus rostros, y destruyendo el rostro de Abraham Lincoln. |
| Clark camina hacia el Polo Norte hacia la Fortaleza de la Soledad y al llegar pide perdón a su padre por sus acciones. Al momento, el cristal principal verde se ilumina, Clark lo recoge y lo coloca en la consola provocando que salga la inteligencia artificial de su padre Jor-El sabiendo que Clark se arrepentiría de su decisión, por lo que Jor-El sacrifica su poco ser y esencia para que su hijo recupere sus poderes cumpliendo con la profecía kryptoniana.    | Clark camina hacia el Polo Norte hacia la Fortaleza de la Soledad y al llegar pide perdón a su padre por sus acciones. Al momento, el cristal principal verde se ilumina, Clark lo recoge y fuera de cámara recupera sus poderes. |
| Luthor guía a los villanos kryptonianos a la Fortaleza de la Soledad quien tras salir de la cámara los recibe y los hace caer en su trampa para suprimir sus poderes y los derrota. | Luthor guía a los villanos kryptonianos a la Fortaleza de la Soledad. Zod muestra repugnancia a la Fortaleza de la Soledad, Superman al aparecer en una esquina arroja el logo de su pecho como papel celofán a Non cuando trata de atacarlo. Luego Superman continua su lucha contra los 3 villanos en medio de poderes telequinéticos y de ilusiones. Posteriormente los hace caer en su trampa para suprimir sus poderes y derrotarlos. |
| Superman destruye la Fortaleza de la Soledad y lleva a Lois a casa y ella le asegura conservar su secreto. Lois comienza a escribir un nuevo artículo sobre Superman pero este, al igual que en la primera película, retrocede el tiempo enmendando varios de sus errores y provocando que los 3 criminales regresen a la Zona Fantasma reconstruida en el lapso. Lois y Perry White sienten una rara sensación y Lois escribe su artículo titulado Superman se toma el día. | Superman lleva a Lois a casa y al día siguiente, tras verse con Clark, sabe que no podrá tener una relación con él comparándose así misma como la esposa de un médico. Clark la besa y con ello borra su memoria y retomando su torpe personalidad de Clark y promete traerle hamburguesa con jugo de naranja. |

La siguiente lista, contiene las escenas de Donner usadas para la Versión Teatral del filme.
- La llegada de Zod, Ursa y Non a la luna y el asesinato de los astronautas en la misma.

- Para la versión de Lester, ante la negativa de Hackman a regrabar sus escenas como Lex Luthor, se le reemplazó por un doble de espaldas, pero se conservaron varias de las que grabó inicialmente.

- Los tres villanos llegan a la Casa Blanca y obligan al Presidente a rendirse ante Zod. Una secuencia muestra a Zod tomando una de las ametralladoras y dispara contra los soldados dentro de la Casa Blanca, esta última cortada de la versión teatral al ser considerada sádica por Lester. La secuencia de la bandera estadounidense cayendo fue grabada por Lester.

- El impotente Clark Kent siendo golpeado por Rocky en el restaurante de comida rápida.

- La llegada de Zod, Ursa y Non al Daily Planet y la persecución a Superman. La versión de Donner muestra a Zod tomando Jimmy creyendo que es Kal-El a lo que Jimmy, en respuesta a cuando Zod preguntaba si él era el hijo de Jor-El, le dice a Zod que es un "hijo de..." siendo interrumpido por Lois. La versión teatral omite la anterior secuencia yendo directo a la aparición de Superman desatando la pelea en Metropolis, esta última grabada enteramente por Lester. Si bien esta fue agregada a la versión de Donner, se omite una secuencia en la que Lois empuja a una compañera cuando comenta que Non golpeaba muy duro a Superman.

- Los tres villanos regresan al Daily Planet, capturan a Lois Lane y se dirigen a la Fortaleza de la Soledad. Aunque se grabó una secuencia, omitida en ambas versiones, en que los tres villanos intentan ingresar, la Fortaleza lo impide a lo que Lex dice sarcásticamente que a él si le permitió entrar sin problema. Superman manipula a Luthor para que los 3 villanos kryptonianos caigan en una trampa y que estos terminen sin poderes siendo derrotados después. Otra secuencia no incluida en ambas versiones es la posterior captura de los villanos kryptonianos por la Guardia Ártica, demostrando que nunca los asesinó.

- Clark regresa al restaurante de comida rápida a vengarse de Rocky.

El resto de las grabaciones, incluyendo la entrada en la Torre Eiffel; las escenas en la Cataratas del Niágara; algunas escenas en el Medio Oeste americano; la batalla en Metrópolis y parte de la batalla en la Fortaleza de la Soledad fueron grabadas por Lester.

### Críticas a la versión teatral
Los críticos de la versión teatral de Lester, incluido Donner, han declarado que la inclinación de Lester por la comedia socavó la integridad de la película, especialmente en comparación con la primera entrega de Donner. Ejemplos de esta comedia característica son evidentes durante las escenas en las que Superman lucha contra los supervillanos en Metrópolis. Los villanos atacan a los ciudadanos de Metrópolis usando superaliento. A continuación, se incluyen varios gags visuales, incluido el viento que sopla sobre la peluca de un hombre, el helado que sale volando de un cono y cae en la cara de alguien, un hombre que es volado en una cabina telefónica y habla todo el tiempo, un hombre con un paraguas que gira como si estuviera bailando (parodiando la película Cantando bajo la lluvia) y un hombre en patines rodando incontrolablemente hacia atrás por el pavimento. Por el contrario, David Denby, al reseñar la película para la revista New York, elogió el enfoque ligero de la película y le dio crédito a Lester por la película, particularmente por la actuación de Hackman. Mankiewicz respondió en una carta enviada por correo escribiendo: "Para que conste, Gene Hackman nunca filmó ni un pie de película con Lester y todo fue escrito por mí", pero [la revista] "New York" nunca emitió una corrección.
Durante años se debatió intensamente sobre las imágenes perdidas de Donner. Con la llegada de Internet, se iniciaron numerosas campañas de cartas y de otra índole para persuadir a Warner Bros. de que permitiera a Richard Donner crear su versión de Superman II. En 2004, se publicó el DVD restaurado por los fanes, conocido como Superman II: Restored International Cut, a través de muchos sitios de fanes de Superman. Incluía escenas extensas extraídas de transmisiones televisivas internacionales a lo largo de los años. Warner Bros. amenazó con emprender acciones legales por edición y distribución pirata.

### El montaje de Richard Donner
Cuando se suspendió el rodaje de Superman II de Donner en octubre de 1977, el director había completado casi todas las secuencias principales basadas en los personajes de la película. Se completaron todas las escenas del Daily Planet y la mayoría de las escenas ambientadas en la Fortaleza de la Soledad. También se completaron todas las escenas con Marlon Brando, Ned Beatty, Jackie Cooper, Valerie Perrine y Gene Hackman. Lo que quedaba por filmar era la llegada de los villanos a la Tierra y su alboroto por el medio oeste de Estados Unidos, así como los exteriores de Washington D. C., durante los cuales Zod anuncia su toma de posesión de la Tierra desde la punta del Monumento a Washington. La mayoría de las escenas de batalla entre Superman y los supervillanos aún estaban por filmar, así como los interiores y exteriores de las Cataratas del Niágara, que se había planeado filmar durante el rodaje canadiense de la primera película, pero se pospuso indefinidamente para recuperar tiempo y que la producción regresara a Inglaterra más rápido. Varias escenas menores, incluyendo un Superman enamorado inclinándose deliberadamente sobre la Torre Inclinada de Pisa (posteriormente adaptada en Superman III) y una escena en la que Superman advierte a unos cazadores de zorros ingleses, tampoco fueron filmadas.
El montaje de Donner incluye la mayoría de las escenas completadas pero nunca antes vistas (algunas escenas se han eliminado por razones narrativas o dramáticas, mientras que otras están en tomas alternativas diferentes de lo que se había visto en cortes de televisión anteriores). En muchos casos, estas escenas reemplazan a las que Lester volvió a filmar o alteró. Estas incluyen la apertura original de la película ambientada en las oficinas del Daily Planet. En esta apertura, vemos a Lois tratando de descubrir las similitudes entre Clark Kent y Superman, seguido por Perry White asignando a Clark y Lois en la trama de la luna de miel en las cataratas del Niágara, y luego Lois pone a prueba a Clark / Superman saltando del balcón de un piso del Daily Planet (una versión revisada de esta escena aparece en el corte cinematográfico de Lester con Lois haciendo lo mismo en una zona baja de las cataratas).
Una escena en una habitación de hotel en las cataratas del Niágara, en la que Lois engaña a Clark para que le revele que es Superman disparándole con una pistola cargada con balas de fogueo, está compuesta por imágenes de la prueba de pantalla de Christopher Reeve, filmada con otra actriz (Holly Palance) como Lois. Las imágenes de la prueba de pantalla de Margot Kidder para la misma película se filmaron con Christopher Reeve, ahora incluido en el reparto. En consecuencia, la complexión, la ropa, el corte de pelo y las gafas de Reeve son notablemente diferentes de una toma a otra.

#### Creando la versión de Donner
La perspectiva de crear una versión de Richard Donner no empezó a cobrar impulso hasta la restauración en DVD de Superman en 2001. En ese momento, Michael Thau descubrió seis toneladas de material de archivo de cada película de Superman en bóvedas en Inglaterra. incluyendo mucho material "perdido" filmado por Donner. Poco después, Warner Bros. se puso en contacto con Donner para hacer una versión extendida de "Superman II", pero se mostró reacio a volver a hacer la película. En mayo de 2001, le dijo al sitio web IGN: "En ese momento, el estudio quería que volviera a montar la película y que añadiera todo lo que quisiera o hiciera lo que quisiera. Sinceramente, ya no quería hacerlo. Estaba acabado".
Sin embargo, los fanáticos continuaron haciendo campaña a favor de la película, incluido Dharmesh Chauhan, nativo de Birmingham, Reino Unido, quien lanzó su sitio web, supermancinema.co.uk, en el que solicitó el lanzamiento del montaje de Richard Donner. En mayo de 2004, el sitio de fanes de El planeta de los simios TheForbidden-Zone.com lanzó una campaña en Internet exigiendo a Warner Bros. que permitiera a Donner estrenar su versión de Superman II coincidiendo con el 25º aniversario de la película. El 19 de junio de 2004, el estudio respondió con la siguiente declaración: "Warner Home Video apoya una versión extendida de Superman II en DVD. Sin embargo, hay cuestiones legales complejas que deben resolverse antes de que la película pueda volver a estrenarse. Warner Home Video está abordando actualmente esas cuestiones". Ese mismo mes, Margot Kidder dijo en una entrevista para Starlog: "Hay otro Superman II en una bóveda en algún lugar, con escenas de Chris y yo que nunca han visto la luz del día. Es mucho mejor que el que se estrenó".
Aparte de la renuencia de Donner a retomar el proyecto, estos problemas legales fueron el mayor obstáculo para la creación de un corte de Donner. El material requerido todavía era propiedad de los Salkind, y los problemas de uso del material filmado por Brando en Superman II seguían sin resolverse. En marzo de 2005, se especuló que se utilizarían imágenes de archivo de Brando en la secuela que se iba a estrenar en ese momento Superman Returns (2006). Posteriormente, en noviembre de 2006, el productor del Donner's Cut Michael Thau declaró a la revista American Cinematographer; "Los herederos de Marlon Brando llegaron a un acuerdo con Warner Bros. para ceder parte de su metraje para Superman Returns. Esto llevó a que el estudio volviera a recurrir a sus herederos para hacer una nueva versión de Superman II. Si no se podía utilizar ese metraje, no valía la pena hacer el proyecto".
El proyecto comenzó a trabajar a finales de 2005, aunque sin la participación de Donner. Thau explicó que la reticencia de Donner a involucrarse se debía a que estaba ocupado dirigiendo 16 Blocks (2006) en ese momento. En enero de 2006, Donner le dijo a IGN: "Ellos lo están haciendo. Yo no lo estoy haciendo... Ni siquiera quiero verla hasta que se estrene en el cine... Estoy demasiado lejos de eso ahora". Un mes después, cuando se le preguntó sobre el nuevo montaje de Superman II, Donner le dijo al sitio web Dark Horizons que Thau estaba "recortando mi imagen y, de nuevo, me preguntó si podía ayudar. No puedo porque ha pasado mucho tiempo y el pequeño fragmento de material que vi, nunca filmaría así ni en un millón de años, quiero decir que era una forma diferente, un estilo diferente, una interpretación diferente".
A lo largo de los años, Donner había proclamado con frecuencia opiniones diametralmente opuestas con respecto a la posibilidad de volver a montar su versión de Superman II, a menudo afirmando que le gustaría hacerlo, otras veces afirmando que no lo haría. En junio de 2006, Thau declaró: "Dick estaba empezando a liberarse de 16 Blocks y yo intentaba atraerlo a la sala de montaje con 'Toma, Dick, aquí tienes un caramelo, ven a echar un vistazo' y luego comenzó a entusiasmarse con el proyecto". Algún tiempo después, Thau confirmó que Donner había decidido involucrarse mucho más en el proyecto y que también había contratado a Tom Mankiewicz para que lo ayudara. En una entrevista con la revista Movie Magic, declaró: "Cuando me llegaba un corte de una escena, se lo mostraba a Dick y él decía: 'No me gusta esa línea; esa lectura no es buena', etc. Con Dick siempre es: 'Haz que se mueva más rápido'".
En general, la versión de Donner incluye las escenas de Superman II de Donner editadas por Stuart Baird en 1977-78, las escenas de Superman II de 1980 editadas por John Victor Smith, así como una gran cantidad de material nuevo editado por Michael Thau. Según se informa, el nuevo corte utilizó menos del 20 por ciento del metraje filmado por Lester.
En una entrevista de junio de 2006 con Amazon.com, George Feltenstein, vicepresidente sénior de la división de marketing de catálogos de Warner Home Video, afirmó:

Llevamos años recibiendo cartas pidiéndonos que lanzáramos la versión de Donner de Superman II, y este año hemos dado el paso y hemos creado lo que, en apariencia, es una nueva película, aunque todo el metraje se filmó hace muchos años, pero estaba guardado en un laboratorio y nunca se montó. Y para aquellos de nosotros que nos entristeció y nos conmovió mucho la pérdida de Christopher Reeve, ver imágenes que nunca habíamos visto de él antes y una visión completamente diferente de la historia de Superman II es realmente emocionante.

Donner se puso en contacto con el compositor John Williams para crear una nueva banda sonora para su versión de la película, pero Williams no pudo ayudar, ya que también había rechazado una solicitud similar del director Bryan Singer quien dirigía Superman Returns, porque estaba componiendo la banda sonora de Star Wars: Episodio III - La venganza de los Sith (2005). Donner reutilizó la música de Williams (junto con pistas inéditas y sin usar) de la primera película, aunque aún conservaba una pequeña cantidad de la banda sonora de Ken Thorne, relegando posteriormente a Thorne a los créditos finales por "música adicional", y la nueva secuencia del título de apertura le da crédito a Williams por la composición.

## Estrenos
El viernes 21 de julio de 2006, se proyectó material exclusivo ampliado del Donner Cut durante un panel en la Comic-Con de San Diego de 2006. El panel de una hora de duración, titulado "Superman de Warner Home Video a través de los tiempos", incluyó una sesión de preguntas y respuestas con Donner, Mankiewicz, Thau y los actores Marc McClure y Jack O'Halloran.

### Estreno mundial
El estreno mundial de la versión de Donner se realizó el 2 de noviembre de 2006 en el edificio del Sindicato de Directores de Estados Unidos en Hollywood. Asistieron varios miembros del elenco y el equipo, incluidos Donner, Ilya Salkind, Mankiewicz, Kidder, Sarah Douglas, O'Halloran y McClure. Después de la proyección, participaron en una mesa redonda.  El 25 de noviembre de 2006, se realizó una proyección exclusiva a beneficio de Superman II: The Richard Donner Cut en el Fine Arts Theatre de Los Ángeles, California.

### Estreno en versión casera
El 28 de noviembre de 2006, la película se estrenó en DVD, Blu-Ray y HD DVD, que incluía una introducción opcional del director Richard Donner y un comentario de audio de Donner y Mankiewicz. Además, el lanzamiento incluyó un nuevo featurette sobre cómo se hizo titulado Superman II: Restoring the Vision y seis escenas eliminadas.

## Recepción

### Críticas
El sitio web agregador de reseñas Rotten Tomatoes le dio a Superman II: The Richard Donner Cut una calificación de aprobación del 90% basada en 10 reseñas con una calificación promedio de 7,6 sobre 10. En comparación, la versión teatral de Superman II recibió un índice de aprobación del 83% basado en 58 reseñas con una calificación promedio de 7,4 sobre 10.
Kenneth Sweeney, escribiendo en la revista American Cinematographer, elogió el lanzamiento del DVD, señalando que "la interpretación de Donner de los eventos narrativos de Superman II es inusual y fascinante. Esta versión incluye un prólogo más largo, elimina muchas de las secuencias exageradas de Lester y ofrece un equilibrio más consistente entre aventura y romance". Concluyó que "este emocionante y único DVD es realmente un placer para los fanáticos de toda la vida de la franquicia de Superman, y es una visita obligada para todos los fanáticos del género de superhéroes". Todd Gilchrist de IGN le dio a The Donner Cut una puntuación de 9 sobre 10, escribiendo "la película en sí misma es un logro artístico notable". Vic Holtreman, en una reseña para Screen Rant, elogió a The Donner Cut como superior a la versión cinematográfica, pero lamentó que "todavía hay casi todo el humor tonto que había en la primera película de Superman y en el estreno original de Superman II".
En su libro Superman vs Hollywood, Jake Rossen escribió: "Superman II: The Richard Donner Cut no es ni mejor ni peor película que su primera encarnación. El trabajo físico de Lester ha sido prácticamente eliminado, y la presencia de Brando ciertamente eleva el melodrama que rodea el conflicto de Clark sobre convertirse en "humano". Pero incorporar el metraje de la audición sin pulir es chocante; en última instancia, la edición es simplemente una curiosidad". Keith Phipps del portal The A.V. Club calificó la película con una C+ y concluyó: "Es agradable ver el metraje de Brando y las escenas restauradas de la química relajada entre Christopher Reeve y Margot Kidder. Pero mientras que la versión original al menos parecía una película relativamente cohesiva, con cabos sueltos y todo, esta parece ser poco más que cabos sueltos. Es una curiosidad, no una corrección".

### Premios y nominaciones
La película recibió un premio la edición 33 de los Premios Saturn en la categoría de Mejor lanzamiento de edición especial en DVD.
| Año  | Premio            | Categoría                        | Nominados | Resultado |
| ---- | ----------------- | -------------------------------- | --- | --------- |
| 2007 | Premios Saturn    | Mejor edición especial en DVD    | Superman II: The Richard Donner Cut                                                                                             | Ganador   |
| 2007 | Premios Saturn    | Mejor colección de DVD o Blu-ray | Incluyendo Superman: la película, Superman II, Superman II:The Richard Donner Cut, Superman III, Superman IV y Superman Returns | Nominados |
| 2006 | Premios Satellite | Mejor DVD en general             | Superman II: The Richard Donner Cut                                                                                             | Ganador   |